# 斯蒂爾峽谷渡假勝地 (加利福尼亞州)
斯蒂爾峽谷渡假勝地（英語：Steel Canyon Resort）是位於美國加利福尼亞州納帕縣的一個非建制地區。該地的面積和人口皆未知。

## 地理
斯蒂爾峽谷渡假勝地的座標為38°30′29″N 122°12′12″W / 38.50806°N 122.20333°W，而該地的平均海拔高度為135米（即443英尺）。